# Benetton B195
O B195 é um modelo da Benetton na temporada de 1995 da F1. Condutores: Michael Schumacher e Johnny Herbert.
A equipe conquista o Mundial de Pilotos com Michael Schumacher e o de Construtores.

## Resultados[1]
(legenda) (em negrito indica pole position e itálico volta mais rápida)
| Ano  | Chassi | Motor           | Pneus | N° | Pilotos             | 1   | 2   | 3   | 4   | 5   | 6   | 7   | 8   | 9   | 10  | 11  | 12  | 13  | 14  | 15  | 16  | 17  | Pontos | Posição |  |
| ---- | ------ | --------------- | ----- | -- | ------------------- | --- | --- | --- | --- | --- | --- | --- | --- | --- | --- | --- | --- | --- | --- | --- | --- | --- | ------ | ------- |  |
|      |        |                 |       |    |                     |     |     |     |     |     |     |     |     |     |     |     |     |     |     |     |     |     |        |         |  |
|      |        |                 |       |    |                     | BRA | ARG | SMR | ESP | MON | CAN | FRA | GBR | GER | HUN | BEL | ITA | POR | EUR | PAC | JPN | AUS |        |         |  |
| 1995 | B195   | Renault RS7 V10 | G     | 1  | Michael Schumacher* | 1   | 3   | Ret | 1   | 1   | 5   | 1   | Ret | 1   | 11† | 1   | Ret | 2   | 1   | 1*  | 1   | Ret | 137*   | 1°      |  |
| 1995 | B195   | Renault RS7 V10 | G     | 2  | Johnny Herbert      | Ret | 4   | 7   | 2   | 4   | Ret | Ret | 1   | 4   | 4   | 7   | 1   | 7   | 5   | 6   | 3   | Ret | 137*   | 1°      |  |

* Campeão da temporada.
† Completou mais de 90% da distância da corrida.